# Onafhankelijkheidsverklaring van Venezuela

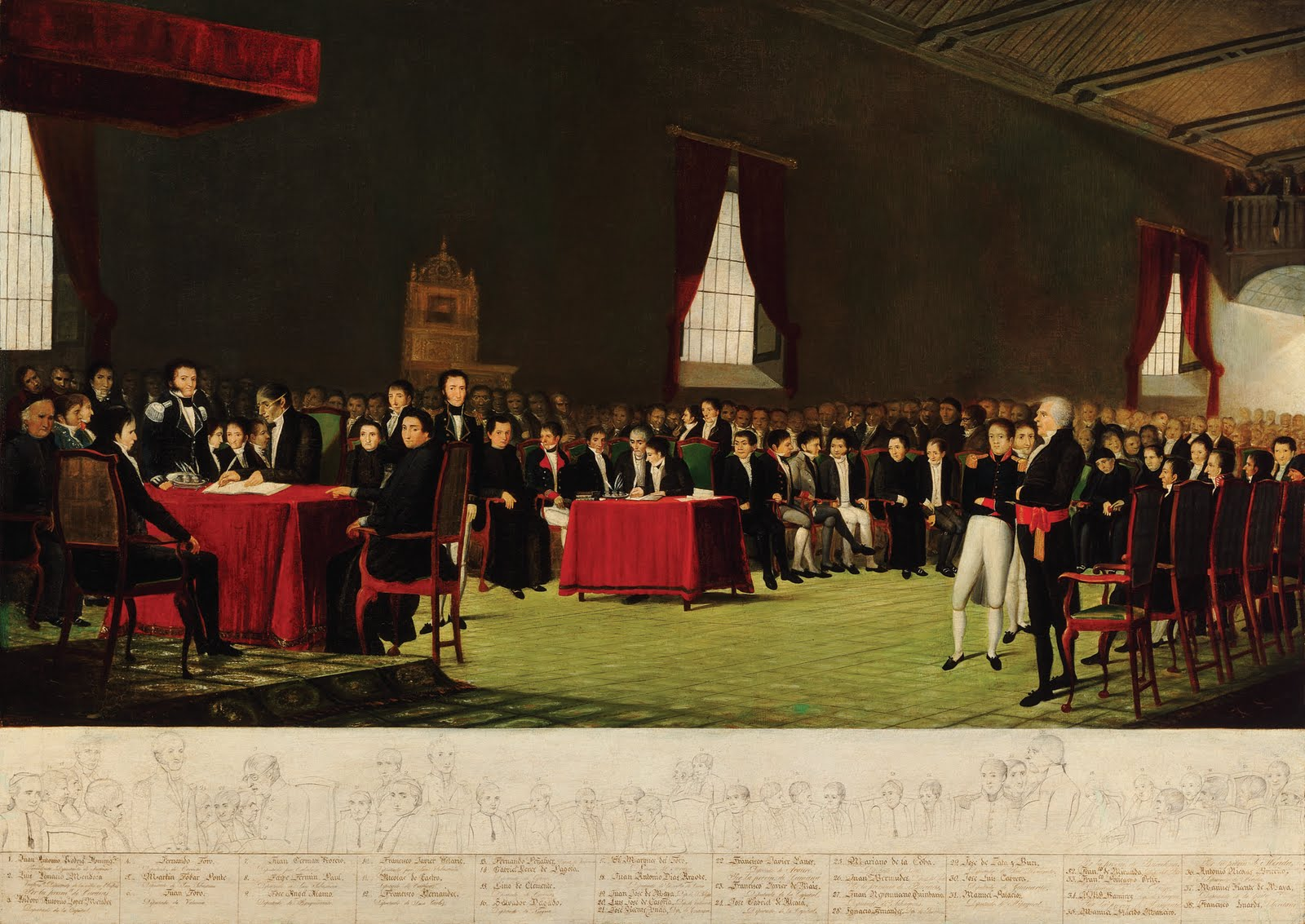
El 5 de julio de 1811, door Juan Lovera

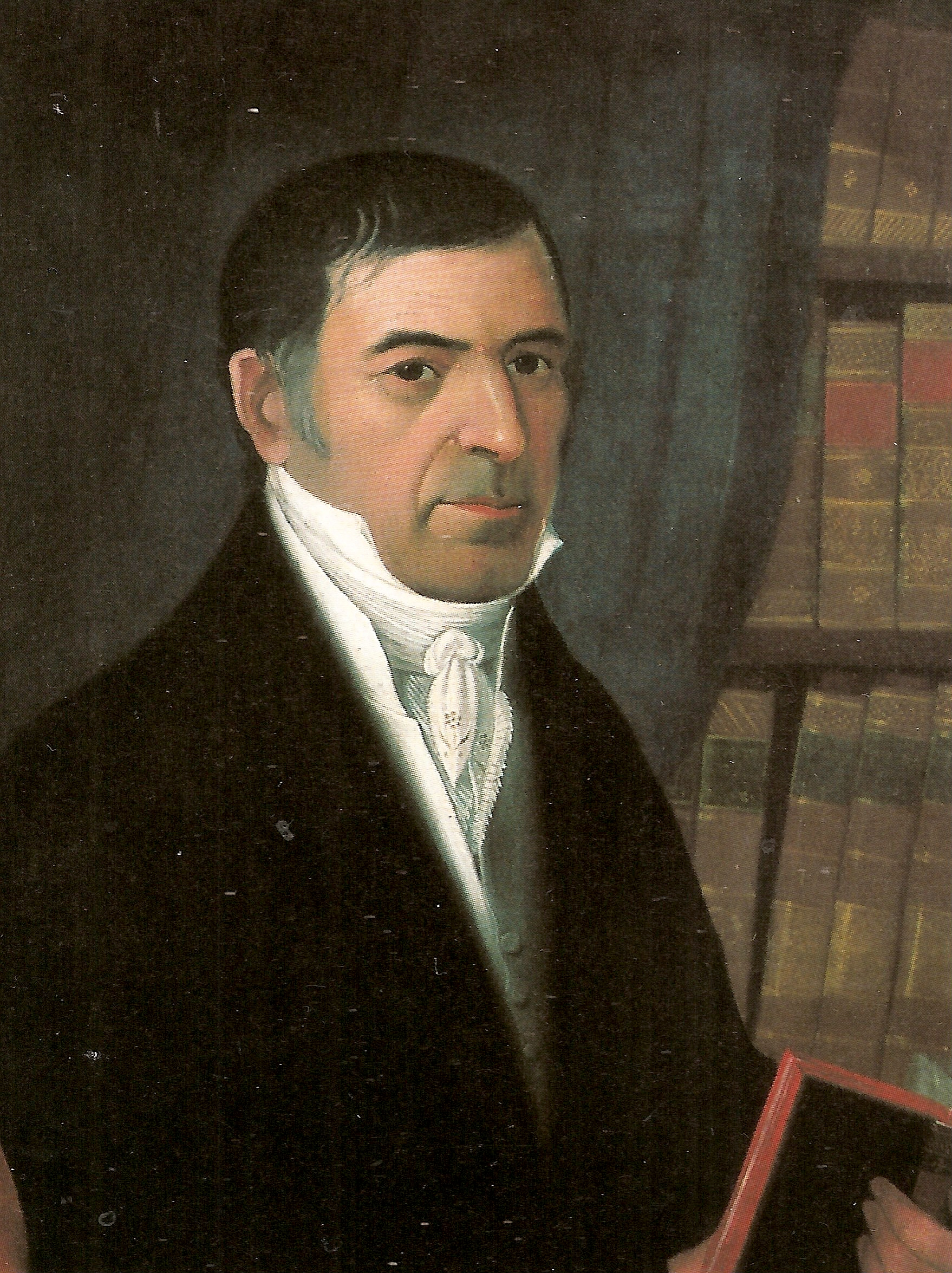
Cristóbal Mendoza

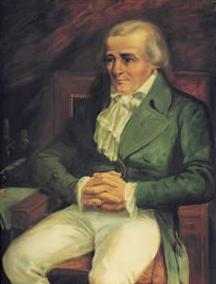
Juan Germán Roscio

De onafhankelijkheidsverklaring van Venezuela (Spaans: Acta de la Declaración de Independencia de Venezuela) is een verklaring die op 5 juli 1811 door een congres van de Venezolaanse provincies werd goedgekeurd, waarbij besloten werd zich af te scheiden van de Spaanse Kroon om een nieuwe natie te vestigen op basis van individuele gelijkheid, afschaffing van censuur en toewijding aan de vrijheid van meningsuiting. Deze principes werden verankerd als een grondwettelijk recht voor de nieuwe natie en waren radicaal tegengesteld aan de politieke, culturele en sociale praktijken die gedurende driehonderd jaar van kolonisatie bestonden.
Zeven van de tien provincies die tot het Capitanía General de Venezuela behoorden, riepen hun onafhankelijkheid uit om redenen dat het onder meer pijnlijk was dat een kleine Europese natie de grote uitbreidingen van de Nieuwe Wereld regeerde en dat Spaans-Amerika het recht had op zelfbestuur na de abdicaties van Karel IV en Ferdinand VII in Bayonne en dat de politieke instabiliteit in Spanje ervoor zorgde dat Venezuela zichzelf moest besturen, ondanks de broederschap die zij met de Spanjaarden deelden.
De zeven provincies waren de provincia de Caracas, provincia de Nueva Andalucía y Paria, provincia de Barinas, provincia de Margarita, provincia de Barcelona, provincia de Mérida en de provincia de Trujillo. De overige drie provincies, de provincia de Maracaibo, provincia de Coro en de provincia de Guayana, namen niet deel aan het congres omdat ze zich niet wilden afscheiden van de Spaanse Kroon.
De verklaring kondigde een nieuwe natie aan, genaamd de Confederación Americana de Venezuela en werd voornamelijk geschreven door Cristóbal Mendoza en Juan Germán Roscio. De verklaring werd bekrachtigd door het congres op 7 juli 1811, en opgenomen in de notulenen van het congres op 17 augustus 1811 in Caracas.
Jaarlijks wordt op 5 juli de nationale feestdag gevierd en de originele notulen worden bewaard in het Palacio Federal Legislativo.
Een kopie van het document wordt tentoongesteld in het museum Casa de Las Primeras Letras. Op 31 mei 2013 werd op de digitale facsimile, op aangeven van president Nicolás Maduro de handtekening van Hugo Chávez toegevoegd als eerbetoon aan de overleden president. Dit leidde tot heel wat protesten en verontwaardiging bij de oppositie in het land.